# SINPOコード
SINPOコード（シンポ-）とは、BCLの受信報告において用いられる、電波の受信状態を表現するコード。

## 概説
SINPOコードは、ITUにより受信状態を記述する分類としてITU-R SM.1135 で使用を勧告されているコードである。
具体的な表現は下記の通り。
| 格付け | 信号の強さ       | 混信         | 雑音       | 伝播障害                | 総合評価       |
| 格付け | Signal Strength  | Interference | Noise      | Propagation Disturbance | Overall Rating |
| ------ | ---------------- | ------------ | ---------- | ----------------------- | -------------- |
| 5      | 極めて強い       | なし         | なし       | なし                    | 極めて良い     |
| 4      | 強い             | 少しある     | 少しある   | 少しある                | よい           |
| 3      | 中位             | 中位         | 中位       | 中位                    | 中位           |
| 2      | 弱い             | 強い         | 強い       | 強い                    | 悪い           |
| 1      | 辛うじて聞こえる | 極めて強い   | 極めて強い | 極めて強い              | 使用出来ない   |

※ヒトの耳を用いた体感表現である為、絶対的なものではなく個人差はある。
使用に当たっては表現にいくつかの条件がある。日本BCL連盟が唱えたものによれば
- Oが5であれば前4項の評価も当然5である
- Oが4以下の場合は、前4項のうち最低評価になった原因に準じる

などがあるという事である。
また、SINPOコードの簡略表現として「SIOコード」というものがある。しかし、資料によって格付けが3段階、5段階、6段階評価だったりとバラバラで、表現の共通認識が醸成されているとは言い難く、公的に使用する場合は留意が必要である。止むを得ず受信報告書等に使用する場合は、（例えば、放送局が専用受信報告書用紙を発行することが有り、それにSIOコードの使用が指定されている場合などがある）「3段階評価（2 - 4）」「5段階評価（1 - 5）」「6段階評価（0 - 5）」などと注釈を付けると無難であろう。
逆に、SINPOコードより細かい表現として、一般的ではないが「SINPFEMOコード」というものがある（国際電気通信条約附属無線通信規則付録第15号、国際無線通信諮問委員会勧告第251号）。こちらは以下の通り。
| 格付け | 信号の強さ       | 混信         | 雑音       | 伝播障害                | フェーディング周期 | 変調の質   | 変調の深度          | 総合評価       |
| 格付け | Signal Strength  | Interference | Noise      | Propagation Disturbance | Fading Cycle       | Emission   | Moduration level    | Overall Rating |
| ------ | ---------------- | ------------ | ---------- | ----------------------- | ------------------ | ---------- | ------------------- | -------------- |
| 5      | 極めて強い       | なし         | なし       | なし                    | なし               | 極めて良い | 最大                | 極めて良い     |
| 4      | 強い             | 少しある     | 少しある   | 少しある                | 遅い               | よい       | 深い                | よい           |
| 3      | 中位             | 中位         | 中位       | 中位                    | 中位               | 中位       | 中位                | 中位           |
| 2      | 弱い             | 強い         | 強い       | 強い                    | 速い               | 悪い       | 浅い 掛かっていない | 悪い           |
| 1      | 辛うじて聞こえる | 極めて強い   | 極めて強い | 極めて強い              | 非常に速い         | 非常に悪い | 絶えず過変調        | 使用出来ない   |